# 588, rue Paradis
Pour plus de détails, voir Fiche technique et Distribution.
588, rue Paradis est un film français sorti en 1992, réalisé par Henri Verneuil dont il s'agit de l'ultime réalisation. Ce film se passe vingt ans après Mayrig et en est la suite.

## Synopsis
Azad Zakarian est devenu, sous le pseudonyme de Pierre Zakar, un auteur de théâtre à succès. À la mort de son père, il retrouve ses racines.

## Fiche technique
- Titre : 588, rue Paradis
- Réalisation : Henri Verneuil
- Scénario : Henri Verneuil, d'après son propre roman écrit en 1986
- Décor : Pierre Guffroy
- Ensemblier : Pierre Lefait
- Photographie : Edmond Richard
- Montage : Henri Lanoë
- Musique : Jean-Claude Petit
- Pays :  France
- Langue : français
- Format : couleur  - Son Dolby Digital
- Genre : drame
- Durée : 130 minutes (2h 10 min)
- Date de sortie : 
  - France -  15 janvier 1992

## Distribution
- Richard Berry : Pierre Zakar / Azad Zakarian
- Claudia Cardinale : Araxi (Mayrig) Zakarian
- Omar Sharif : Hagop Zakarian
- Diane Bellego : Carole
- Jacky Nercessian : Apkar
- Zabou Breitman : Astrig Setian
- Nathalie Roussel : Gayane
- Isabelle Sadoyan : Anna
- Jacques Villeret : Alexandre Pagès
- Sylvie Joly : Georgette Sylva
- Bernard Musson : l'employé de l'hôtel dans lequel Hagop séjourne
- Danièle Lebrun : la mère d'Alexandre
- Maurice Chevit : Nazareth
- Jean-Pierre Delage : le Docteur Philibert
- Henry Djanik : un acteur de la pièce
- André Julien : le droguiste Anzani
- Alexis Tomassian : Adrien, le fils de Pierre Zakar
- Ginette Garcin : madame Crespel qui marchande le prix des chemises qu'elle a commandées auprès d'Araxi
- Ève Ruggieri : elle-même
- Stéphane Slima : un acteur de la pièce
- Julie Eynaud : la petite fille qui joue à la marelle
- Henri Verneuil : le prêtre arménien qui préside la messe à la suite du décès d'Hagop

## Autour du film
- Une incohérence temporelle s'est glissée entre ce volet et la première partie (Mayrig). Les Zakarian arrivent en France peu après le procès de Soghomon Tehlirian en 1921, et Azad a alors 6 ans. À la mort de son père dans 588, rue Paradis, le calendrier dans la chemiserie familiale de Marseille affiche 1990. Azad est donc censé avoir plus de 75 ans, ce qui n'est pas le cas du personnage joué par Richard Berry.
- Lors de sa diffusion à la télévision, le film fut rallongé de quelques scènes :
  - Le flashback de la découverte du cinéma par Azad en écoutant La Reine Christine qui est repassée en intégralité.
  - Azad commence à faire demi-tour après avoir sonné chez les Pagès, pour le goûter organisé par Alexandre.
  - Peu avant le lever de rideau pour la première de La Chevalière, le concierge Valentin prévient Azad qu'une place au balcon a été réservée par une personne inconnue mais reste vide.
  - Le prêtre arménien prononce un discours lors des funérailles de Hagop Zakarian.
  - Lorsqu'Azad arrive à la chemiserie de ses parents, il croise Nazareth à l'entrée. Celui-ci demande si Hagop va bientôt rentrer, Azad lui répond qu'il ne rentrera plus jamais.
  - Araxi Zakarian raconte à son fils comment elle a rencontré Hagop.
  - Azad assiste à la réunion au profit de l'U.B.E.S.A. (dont il a vu l'annonce dans la petite librairie arménienne tenue par Astrid) et prononce un discours.
- Parmi les comédiens interprétant la pièce d'Azad, La Chevalière, figurent notamment Henry Djanik (lui-même d'origine arménienne), connu dans l'univers du doublage comme les voix françaises entre autres d'Anthony Quinn et Telly Savalas, et Stéphane Slima, alors débutant, qui deviendra plus tard célèbre avec son rôle d'Alain Dulac dans la série Sous le soleil.